# موس کریک (آلاسکا)
موس کریک (به انگلیسی: Moose Creek) شهری در بخش فیربنکس نورث استار ایالت آلاسکا است که جمعیت آن در سرشماری سال ۲۰۰۰ میلادی ۵۴۲ نفر بوده‌است.